# ジャパン・パンチ
ジャパン・パンチ（英語: Japan Punch）は1862年から1887年までイギリスの画家で漫画家のチャールズ・ワーグマンが執筆、イラストレーション、出版していた風刺漫画雑誌である。幕末横浜の社会的背景を反映し、日本の内政と外国人居留者の生活の葛藤から生まれるフラストレーションを描いたものだった。明治時代の社会的・政治的な問題やメディアや政治的な風景にコメントしたり、批判したりするために漫画を用いていた。

## 歴史
ワーグマンは1862年から1887年までの25年間にわたって「ジャパン・パンチ」を発行していた。1862年に創刊され、その年には64ページが印刷されていた事がわかっているが、巻数は不明である。したがって、この雑誌が外国人の間で急速に人気を博し始めた1865年までは不定期に刊行されていたと推測される。 1862年から1865年まで続いたパンチの不定期刊行は政府が他人を誹謗中傷する内容を掲載した者を処罰すると脅し、一時休刊を余儀なくされた事が原因と考えられている。その一方で、批評家の中には、この不定期刊行をワーグマンの私生活の中で起こった大きな出来事が原因とする者もいる。ジョン・クラークはワーグマンがこの時期に結婚して家を購入し、さらには家計や仕事の決着をつけるためにイギリスに帰国したのではないかと示唆している。 また、ワーグマンはパンチの中で自分を見送る群衆や、目的地であるロンドンを暗示する漫画をいくつか紹介する事で、自身の帰国を明確にほのめかしていた。1865年、ワーグマンは「パンチ」を復活させ、彼の不在が「真実の探求」の失敗に帰結したと称した。その後、ワーグマンは年に10号から12号のペースで刊行を続けた。 また、マスコミ批判や地域社会の風刺から、外国人居留地生活の不合理性や問題点に焦点を当てて明らかにし、欲望や自己中心性といった人間の欠陥や、日本の内戦や明治維新をめぐる内政を批判するなど、「パンチ」のテーマを拡大した。
ワーグマンは200号以上の雑誌を制作しており、1号あたり10ページ程度で構成され、様々な日本の技術を駆使していた。主に和紙に木版画で制作されたが、1883年以降はリトグラフも用いられ、日本式のステッチも施されている。
この雑誌のタイトルはイギリスのパンチ（ザ・ロンドン・シャリバリ）にちなんで命名された物であり、「パンチ」は伝統的な人形劇パンチとジュディの「パンチネロ」を略した物である。 ジャパン・パンチの創刊号の表紙には、オリジナルのマスコットである「ミスター・パンチ」と呼ばれる口の端を上げた片手遣い人形が登場し、オリジナルとの関係性をアピールしていた。 「ジャパン・パンチ」の創刊や存在意義として、横浜のマスコミ関係者や彼らの不遜な意見を精査する事にあったと一般的に言われている。居留地の主要紙「ジャパン・ヘラルド」が回覧文書を汚損した者に対して「重罰」を与えるという脅しをかけた事に、ワーグマンはジャパン・パンチに連載した漫画で反発し、批判した。 初年度の雑誌の内容は、居留地の主要紙とその発行者であるアルバート・ハンサードの論説スタイルの攻撃やパロディのページで埋め尽くされていた。

## 特徴
ジャパン・パンチは安政五カ国条約、日本の国際関係、日本の国内政治、メディア報道、外交・経済界の著名人のユーモアを交えた批判や風刺を掲載していた。また、横浜の外国人居留地の多様性についても触れており、ワーグマンは「パンチ」の中で、「337カ国の国籍を持つ人々」が企業を経営していると述べている。ワーグマンは、コミックを活用して、英語、フランス語、イタリア語、ラテン語、日本語、中国語、オランダ語を含む複数の言語で書く事によって、すべての人を巻き込み、コミュニケーションを図ろうとした。 これは、ワーグマンが英語、ドイツ語、フランス語に精通し、様々な言語を操ることに長けていた事による物である。
Dipsomaniacs YTO BbI KYIIIaAN calidum cum dai ski c'est pourquoi taking all cosas into consideration 我の意 said fufu confused e bigen no tubig, pero notwithstanding al fui se paga todo que es la pena del infieruo et cela does not boot me but it...—Cassi Ape' Belatti Pamme leau、The Japan Punch, Vol.1

### 形式
「ジャパン・パンチ」は、日本の政治や社会を精査した風刺漫画雑誌として特徴づけられており、外国人には気づかれにくい日本の国内政治や社会問題を、横浜の外国人コミュニティに伝える事ができた。パンチは装飾過剰な散文でパロディを表現し、その批評を伝えるため叙辞や感傷的虚偽などの修辞的要素を多用している。 ワーグマンは日本の「高邁な目論見書」をパロディにして、横浜の新聞の「高邁な意見」を嘲笑し、精査した。ワーグマンの独特の文体は一種のデッドパンとして特徴づけられており、 ジョン・クラークは彼の「エキセントリック・ポリグロットで魅力的」な側面の代表格と評している  。

## ギャラリー

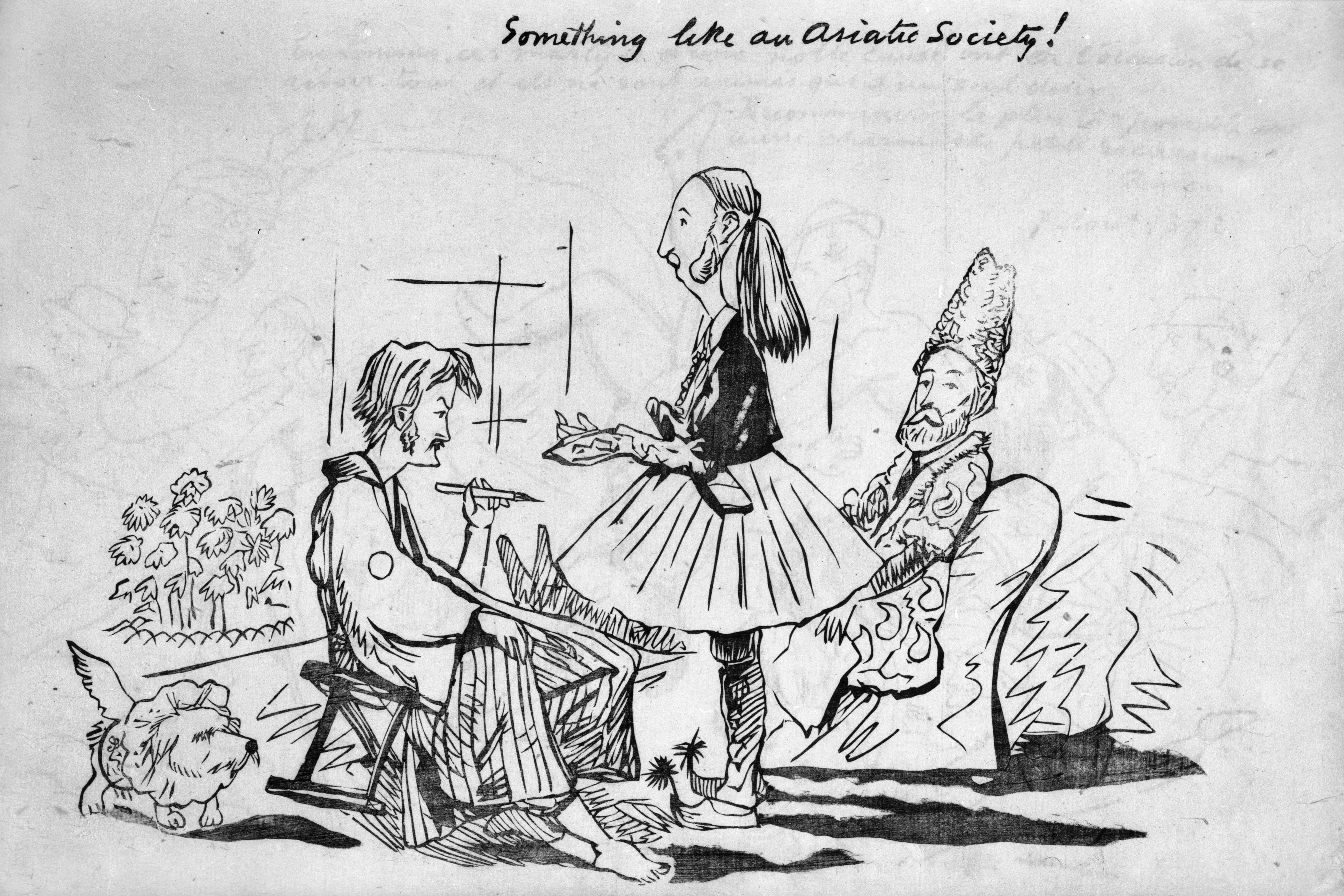
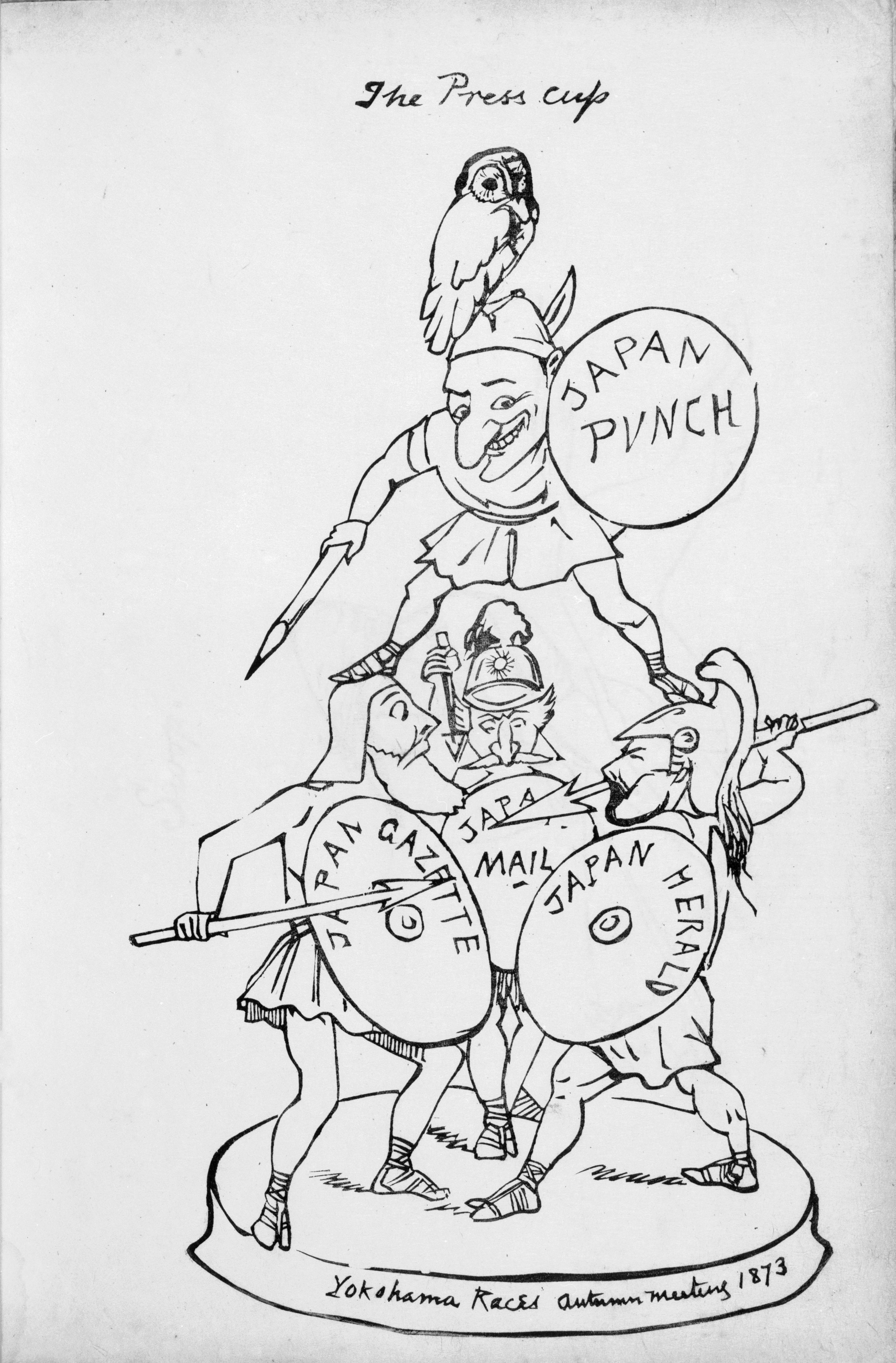
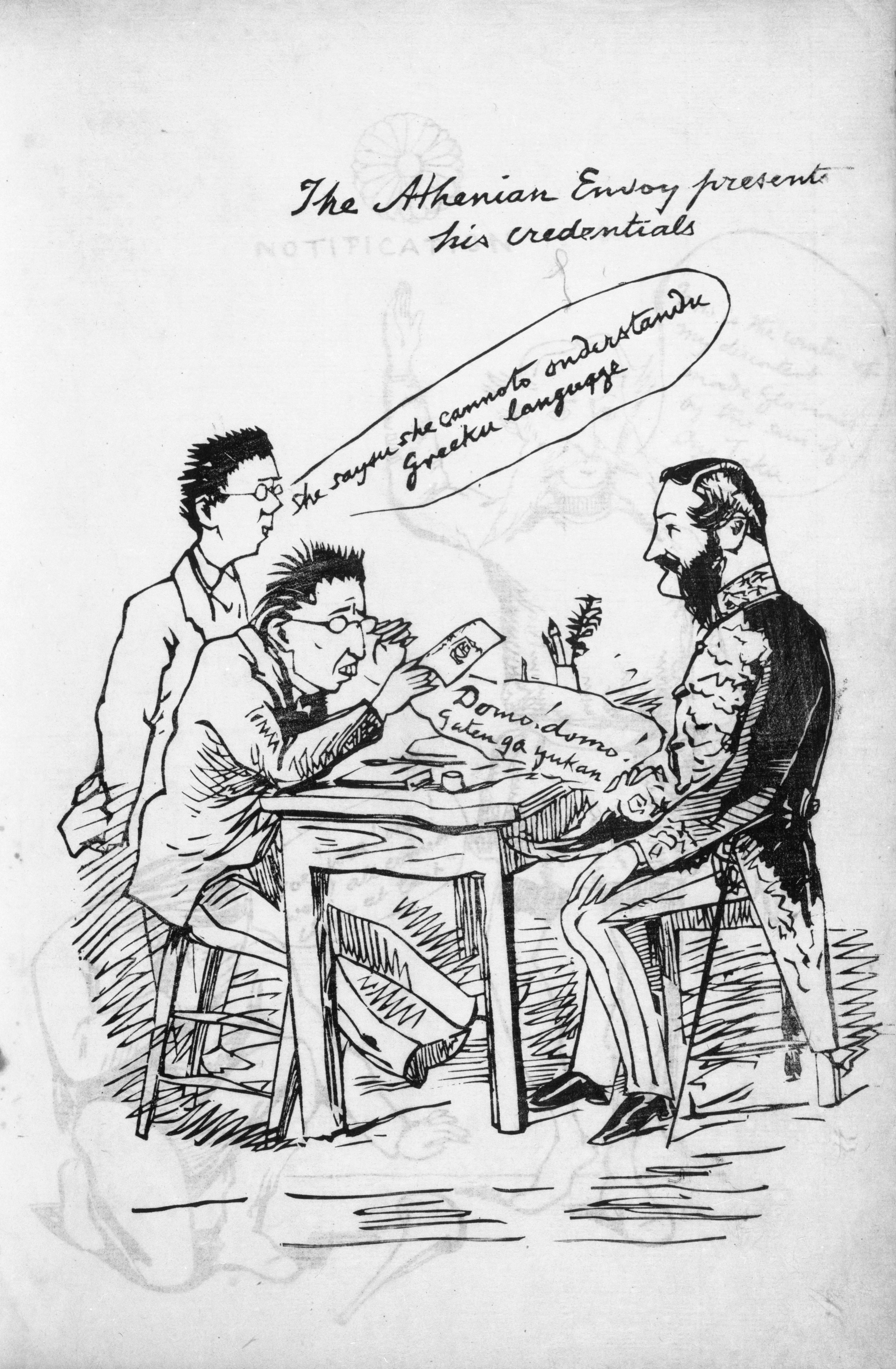
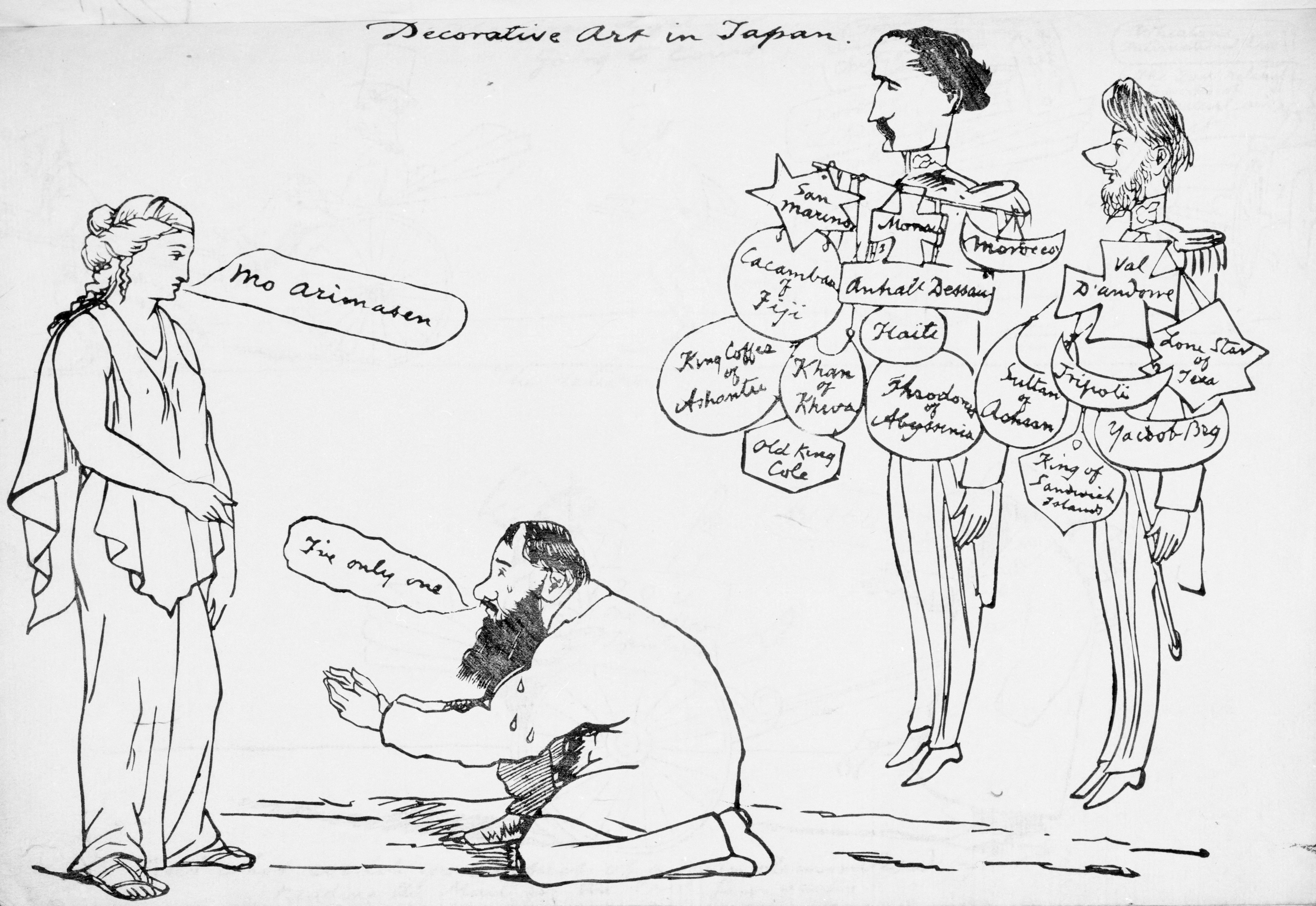
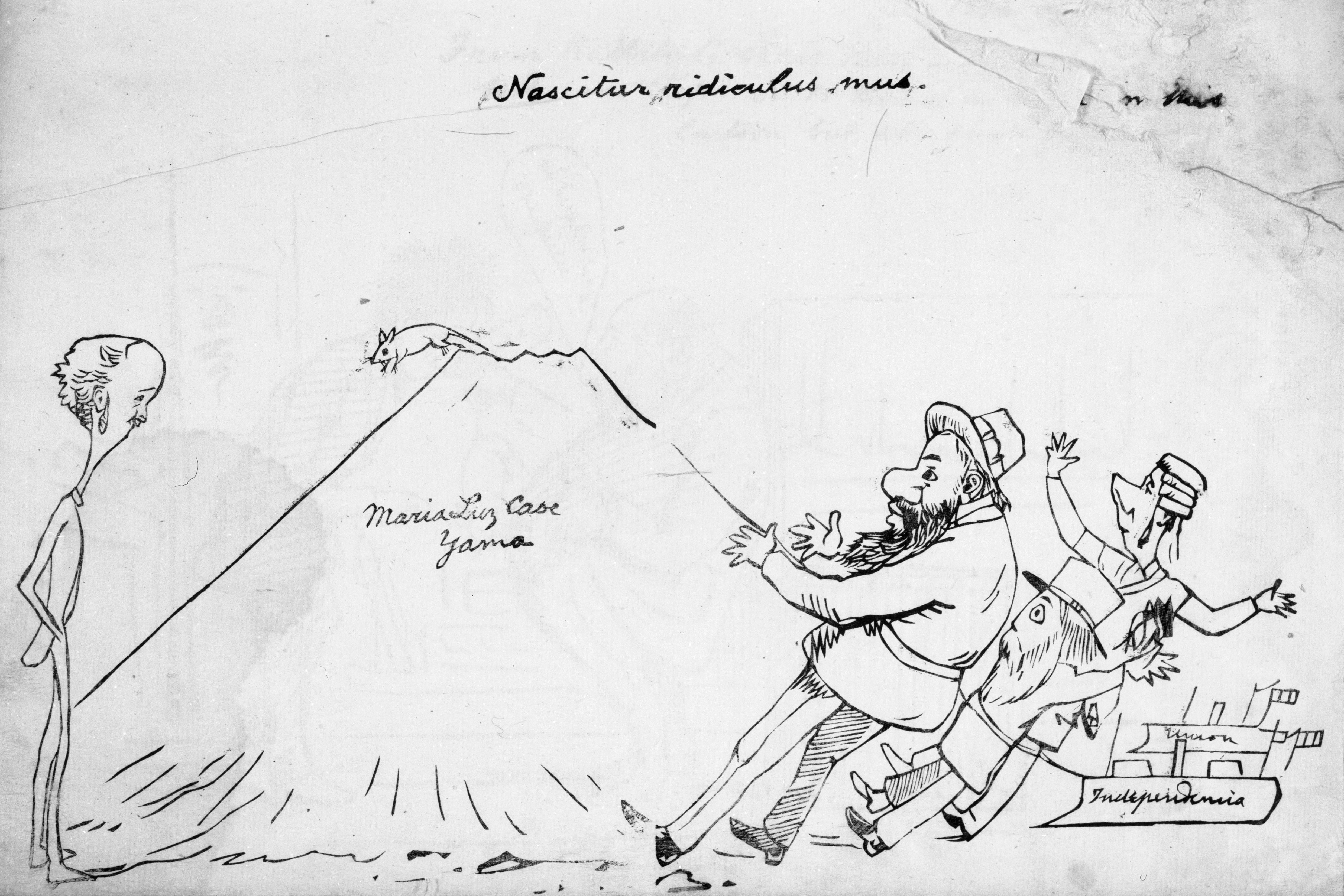
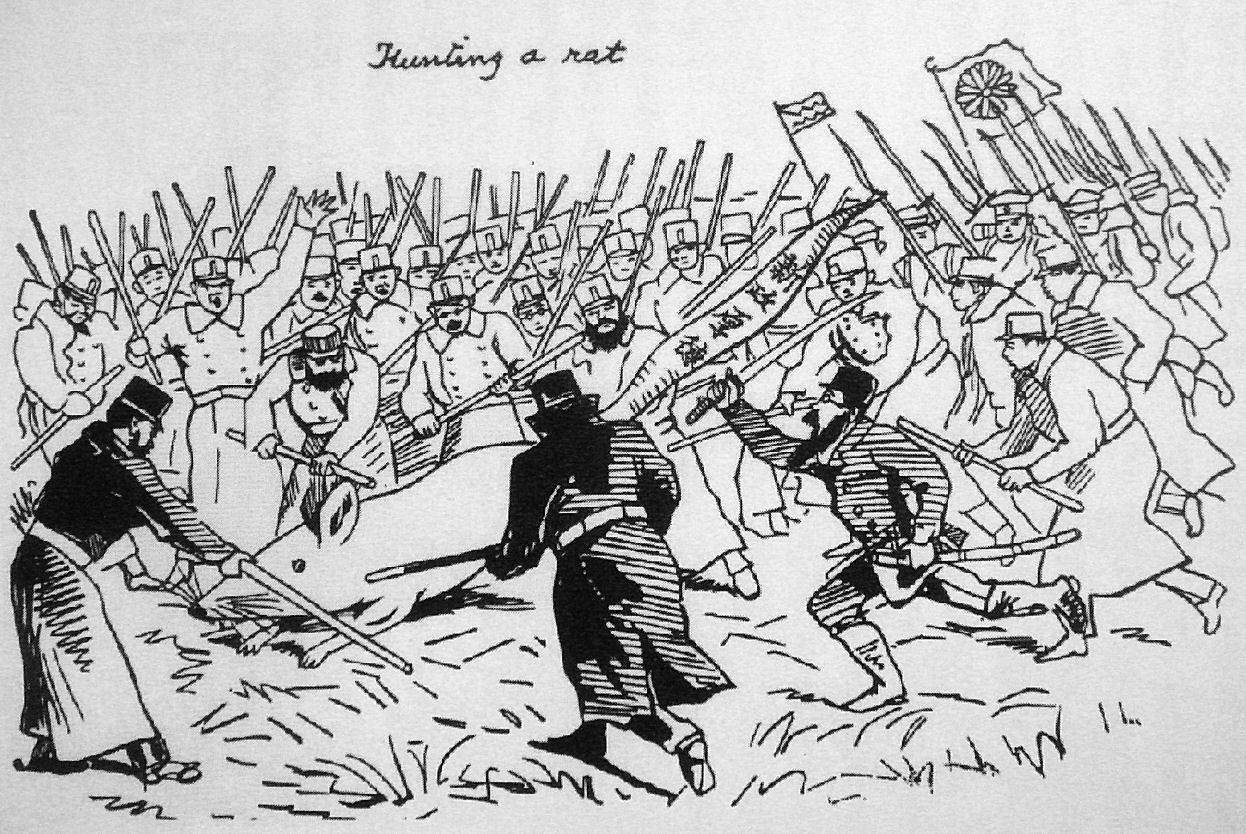

## 関連書籍
- Mr.パンチの天才的偉業―チャールズ・ワーグマンとジャパン・パンチが語る横浜外国人居留地の生活 1862‐1887（チャールズ・ワーグマン、編集・解説：ジョゼフ・ロガラ、解説翻訳：山下仁美。有隣堂、2004年。ISBN 9784896601879）